# Tik
Tik – krótkotrwały, stereotypowy, mimowolny ruch określonej części ciała (np. mruganie powieką, marszczenie czoła, zaciskanie pięści). Powstaje najczęściej na tle psychicznym, zwykle u dzieci. Może przejść w tzw. tik utrwalony. Zwykle nie wymaga leczenia. Terapia uciążliwych tików opiera się na stosowaniu neuroleptyków. Niekiedy jest objawem uszkodzenia układu pozapiramidowego. Liczne, nasilone tiki pojawiają się w zespole Tourette’a.

## Objawy
Tiki to powtarzające się szybkie, mimowolne skurcze mięśni, które mają zazwyczaj charakter zrywający. Najczęściej obejmują mięśnie twarzy, ramion lub kończyn górnych.
Przykłady: mruganie, drganie ust, potrząsanie głową, marszczenie czoła, wzruszanie ramionami.
Czasami, ruchom tym towarzyszą jakieś dźwięki, takie jak chrząkanie, odkrztuszanie, pociąganie nosem lub mimowolne wypowiadanie słowa. Tiki objawiają się najczęściej w wieku dziecięcym lub w okresie dojrzewania – między 12 a 15 rokiem życia. Zazwyczaj same ustępują po okresie dojrzewania, u niektórych ludzi jednak się utrwalają i zostają do końca życia. W ciężkich przypadkach tiki uniemożliwiają pracę oraz kontakty z innymi ludźmi. Tiki mogą posiadać zarówno kobiety, jak i mężczyźni, mężczyźni jednak miewają tiki trzy razy częściej od kobiet. Czasem tiki powiązane są z jakimiś czynnościami, np. niektórzy ludzie myją ręce co kilka minut. Tiki rzadko spowodowane są schorzeniem neurologicznym. Większość ludzi nie umie kontrolować tików, przestają sobie zdawać z nich sprawę. Tiki nasilają się w sytuacjach stresowych kiedy się boimy lub denerwujemy, zmniejszają się natomiast w czasie snu lub w czasie zajmujących zajęć. Najcięższą postacią tików jest zespół Gilles’a de la Tourette’a. Chorobę tę powodują zaburzenia biochemiczne w mózgu. Szczególnie przykre dla pacjenta są zaburzenia określane jako koprolalia, czyli mimowolne wypowiadanie wulgaryzmów. Mimo tego, że choroba nie ma wpływu na inteligencję, może znacznie utrudnić choremu naukę i procesy myślowe.

## Badania diagnostyczne
Aby postawić diagnozę, lekarz musi zdobyć dokładne informacje na temat mimowolnych ruchów. Zazwyczaj pyta o ich charakter, początek, częstotliwość występowania oraz czynniki nasilające (np. stres). Kiedy już zgromadzi potrzebne informacje zleca przeprowadzenia badań-konsultację neurologiczną, tomografię komputerową, badanie rezonansu magnetycznego mózgu czy też elektroencefalografię (EEG).

## Leczenie
Decyzja o rozpoczęciu leczenia zależy od rodzaju nasilenia tików, ich przyczyny oraz stopnia, w jakim utrudniają normalne funkcjonowanie chorego. Łagodne tiki u dzieci zwykle ustępują i nie wymagają leczenia. Chorym z tikami prostymi, które nasila lęk, podaje się niekiedy przez krótki okres leki uspokajające, np. benzodiazepiny, takie jak diazepam. Poleca się również psychoterapię, która może pomóc rozwiązać problem leżący u podstawy choroby. W leczeniu zespołu Gilles’a de la Tourette’a pomaga Haloperidol, jest skuteczny w 80%. Niestety po odstawieniu leku objawy powracają. Poza tym ma on poważne skutki uboczne: senność, obniżenie sprawności intelektualnej, objawy przypominające chorobę Parkinsona. Bezpieczniejszym lekiem niż haloperidol jest klonidyna. Ten lek stosuje się w leczeniu nadciśnienia tętniczego, hamuje on przewodzenie pewnych impulsów nerwowych. Według badań pomaga on w 40–70%. Chorzy, którym nie pomogły wcześniej wymienione leki mogą próbować leczyć pimozydem, którego działanie polega na hamowaniu receptorów dopaminergicznych w mózgu. Skutki uboczne tego leku są podobne do obserwowanych podczas leczenia haloperidolem.

## Inne sposoby leczenia
- terapia poznawczo – behawioralna:

próby opanowania tików przez świadome ich hamowanie może nawet nasilić ruchy mimowolne; lepszą metodą jest identyfikacja czynnika stresogennego, który je nasila, następnie próby jego zwalczania bądź nauka ćwiczeń pomagających w radzeniu sobie ze stresem; pomóc mogą też zajęcia w grupach terapeutycznych; Mimo tego, że choroba nie ma wpływu na inteligencję, może znacznie utrudnić choremu naukę i procesy myślowe
- medytacja:

głębokie oddychanie oraz inne techniki relaksacyjne pomagają walczyć ze stresem, dzięki czemu zmniejsza się nasilenie i częstotliwość występowania tików.
- biofeedback

niektórzy chorzy potrafią się nauczyć kontroli działania pewnych grup mięśni oraz nerwów i w ten sposób doprowadzić do ustąpienia tików
- ziołolecznictwo:

wiele ziół stosowanych najczęściej w mieszkaniach może złagodzić nerwicę lękową, w której przebiegu mogą wystąpić m.in. tiki; do ziół takich należą m.in. szyszki chmielu, korzeń kozłka lekarskiego (Valeriana officinalis), liść melisy; skuteczne są też często złożone leki chińskie i tybetańskie.
Jednakże skuteczność alternatywnych metod leczenia nie została potwierdzona badaniami naukowymi.

## Inne przyczyny ruchów mimowolnych
Tiki i inne ruchy mimowolne występują w chorobie Huntingtona, dystonii, chorobie Parkinsona i niektórych chorobach nerwowo-mięśniowych.

## Klasyfikacja ICD10
| kod ICD10     | nazwa choroby                                          |
| ------------- | ------------------------------------------------------ |
| ICD-10: F95   | Tiki                                                   |
| ICD-10: F95.0 | Tiki przemijające                                      |
| ICD-10: F95.1 | Przewlekłe tiki ruchowe lub głosowe (wokalne)          |
| ICD-10: F95.2 | Zespół tików głosowych i ruchowych (zespół Tourette’a) |
| ICD-10: F95.8 | Inne tiki                                              |
| ICD-10: F95.9 | Tiki, nieokreślone                                     |